# Besian Idrizaj
Besian Idrizaj (* 12. Oktober 1987 in Baden, Niederösterreich; † 15. Mai 2010 in Linz, Oberösterreich) war ein österreichischer Fußballspieler mit kosovarischen Wurzeln. Der Mittelfeldspieler spielte zuletzt bei Swansea City in der Football League Championship, der zweithöchsten Spielklasse im englischen Fußball.

## Verein
Idrizaj wechselte 2002 von SK Admira Linz zum LASK Linz. Beim LASK debütierte er als 16-Jähriger in der Kampfmannschaft und wurde zu Österreichs Nachwuchsspieler der Saison 2004/05 gewählt. Bei der U17-Europameisterschaft 2004 in Frankreich wurde er im Spiel gegen England von Scouts des FC Liverpool entdeckt und im Sommer 2005 vom englischen Traditionsklub engagiert. Im März 2007 wurde er bis Saisonende zu Luton Town verliehen, um dort Spielpraxis sammeln zu können. Zur Saison 2007/08 folgte ein weiteres Leihgeschäft, diesmal mit Zweitligist Crystal Palace. Am 31. Januar 2008 wurde Idrizaj an den FC Wacker Innsbruck ausgeliehen. Beim Spiel gegen Sturm Graz am 20. Februar 2008 brach er ohne Fremdeinwirkung auf dem Spielfeld zusammen und war einige Zeit bewusstlos. Da nicht herausgefunden werden konnte, was diesen Zusammenbruch verursacht hatte, bekam er Trainingsverbot. Dies führte dazu, dass Idrizaj während seiner Zeit in Innsbruck nur zwei Spiele mit insgesamt 71 Minuten Spielzeit bestritt. Sein Vertrag mit Innsbruck wurde zum Saisonende nicht verlängert. Im November 2008 wurde er von seinem früheren Verein LASK Linz zu einem Probetraining eingeladen, wobei er in diesem Rahmen erneut zusammenbrach. Als Grund hierfür wurde eine Rechtsherzbelastung festgestellt.
Ab Mai 2009 spielte er beim deutschen Oberligisten FC Eilenburg und bestritt dort am 3. Mai 2009 sein erstes Spiel.
Im August 2009 unterschrieb er neuerlich einen Vertrag in Großbritannien bei Swansea City. Zuvor war er unter anderem bei RB Leipzig im Gespräch gewesen.
Besian Idrizaj starb in der Nacht zum 15. Mai 2010 an einem Herzinfarkt. Swansea City beschloss in der Folge, seine Rückennummer 40 nicht mehr zu vergeben.

## Nationalmannschaft
Besian Idrizaj war Nationalspieler Österreichs für die Nachwuchsmannschaften U17, U19 und U21. Österreichs U20-Nationalteamchef Paul Gludovatz sagte ihm eine zu harte und zu eigennützige Spielweise nach, weswegen er nicht für die U-20-Fußball-Weltmeisterschaft 2007 in Kanada nominiert wurde.

## Erfolge
- 1× Young Star Team des Jahres: 2005
- 1× Benjamin des Jahres: 2005